# فرودگاه نیوکاسل (ویلیام تاون)
 فرودگاه نیوکاسل (ویلیام تاون) (به انگلیسی: Newcastle Airport (Williamtown)) (به زبان بومی: فرودگاه نیروی هوایی سلطنتی استرالیا در پایگاه ویلیام‌تاون) یک فرودگاه نظامی و همگانی با کد یاتا NTL است که یک باند فرود آسفالت دارد و طول باند آن ۲۴۳۸ متر است. این فرودگاه در شهر هانتر کشور استرالیا قرار دارد و در ارتفاع ۹٫۴ متری از سطح دریا واقع شده‌است.

## شرکت‌های هواپیمایی و مقصدهای پروازی

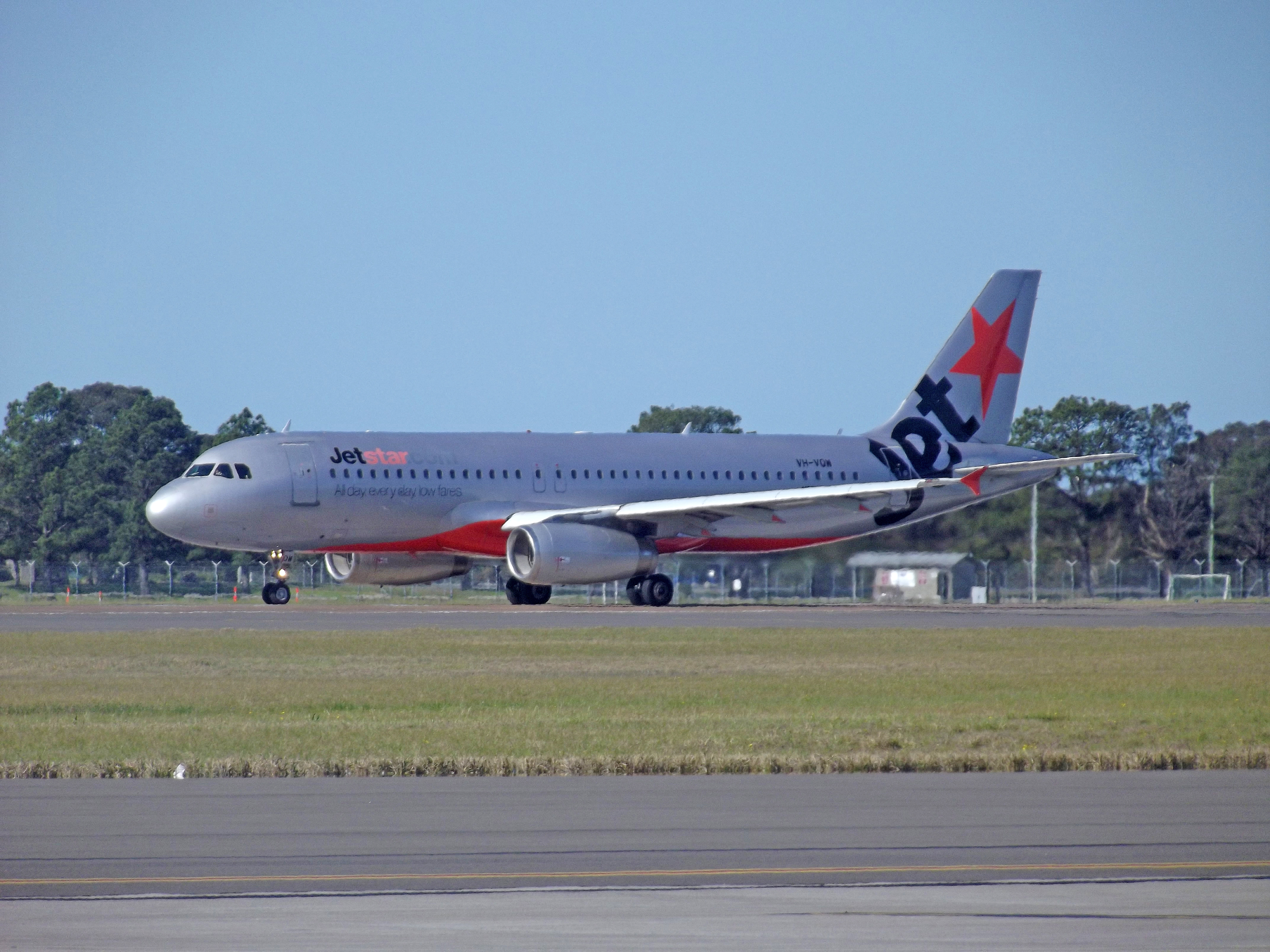
Jetstar A320-200 preparing to take off from Newcastle (Williamtown) Airport to the Gold Coast

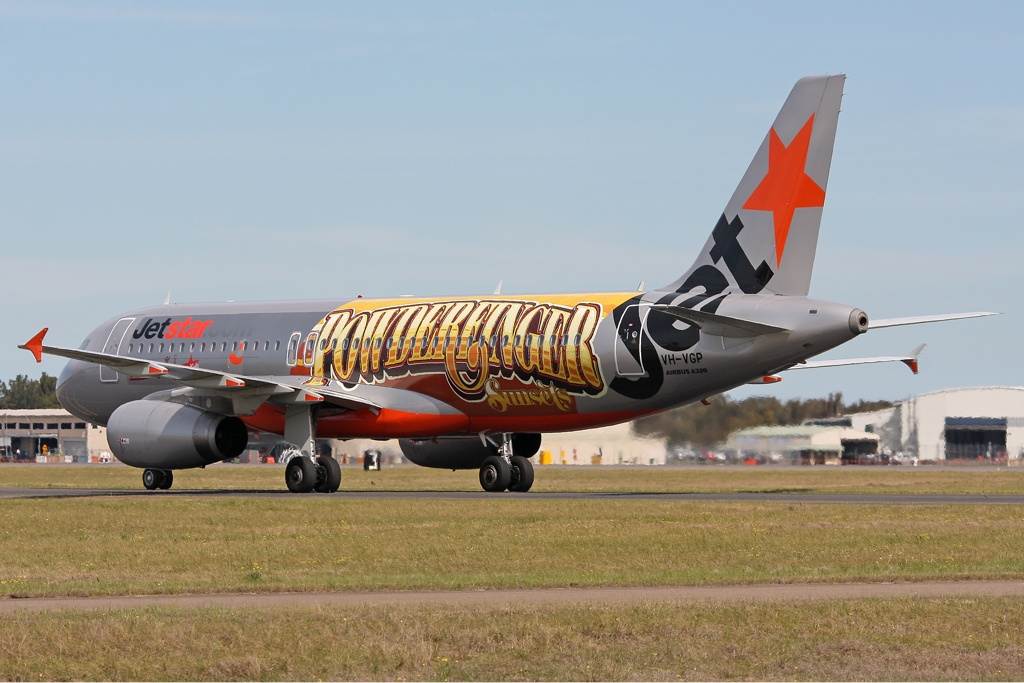
Jetstar Airbus A320-200 in Powderfinger livery at Newcastle (Williamtown) Airport

| شرکت‌های هواپیمایی                      | مقصدهای پروازی                                           |
| -------------------------------------- | -------------------------------------------------------- |
| FlyPelican                             | بالینا بایرن گیتوی، کانبرا، کوفس هاربر، دابو سیتی، سیدنی |
| جت‌استار                                | بریزبن، ملبورن، گولد کوست                                |
| کانتاس‌لینک اجرا توسط سان‌استیت ایرلاینز | بریزبن                                                   |
| رجیونال اکسپرس ایرلاینز                | سیدنی، تاری                                              |
| ویرجین استرالیا                        | بریزبن، ملبورن                                           |